# Phanodermopsis suecica
Phanodermopsis suecica is een rondwormensoort uit de familie van de Phanodermatidae. De wetenschappelijke naam van de soort is voor het eerst geldig gepubliceerd in 1953 door Allgén.